# Pallavolo ai XVI Giochi centramericani e caraibici
La pallavolo ai XVI Giochi centramericani e caraibici si è disputata durante la XVI edizione dei Giochi centramericani e caraibici, che si è svolta a Città del Messico, in Messico, nel 1990.

## Podi
| Evento                         | Oro  | Argento | Bronzo    |
| Pallavolo maschile (dettagli)  | Cuba | Messico | Venezuela |
| Pallavolo femminile (dettagli) | Cuba | Messico | Venezuela |